# Бикон
Бикон, Битон — предводитель греческих колонистов в Бактрии и Согдиане, восставших в 325 году до н. э.
Происхождение Бикона неизвестно. Во время долгого отсутствия в Индийском походе Александра Македонского, посчитав правдой слухи о его смерти, подняли мятеж поселённые в Бактрии и Согдиане 327/326 году до н.э. греческие колонисты, желающие вернуться на родину. Согласно Курцию Руфу, они провозгласили своим предводителем Афинодора, принявшего затем царский титул. Однако вскоре Бикон, сумев привлечь на свою сторону местного уроженца Бокса, организовал заговор против Афинодора, который был убит во время пира. Хотя затем бактриец был казнён повстанцами, Бикон смог избежать наказания и вернуться вместе с другими в Европу. Согласно более краткому сообщению Диодора Сицилийского, поселенцы были перебиты македонянами. По мнению Б. Г. Гафурова и Д. И. Цибукидиса, мятеж, о котором сообщили только авторы антиалександровской традиции, мог быть подавлен силами местных сатрапов. По предположению Ф. Холта, Афинодор и Бикон являлись предводителями различных «фракций» восставших — радикальной и более умеренной. Поэтому Бикон исходил не из личных амбиций, а из недовольства своих сторонников некоторыми действиями Афинодора. Е. О. Стоянов, отметив изящество подобной гипотезы, признал её недостаточно аргументированной, так как она не засвидетельствована историческими источниками. По замечанию А. С. Шофмана и Кошеленко Г. А., подчеркнувшими, что сообщение Курция Руфа об успешном исходе бунта не подтверждается фактами, Бикон идентичен Филону, возглавившему выступление греческих колонистов уже после действительной смерти Александра Македонского в 323 году до н. э.